# Fundação Estadual de Proteção Ambiental Henrique Luís Roessler
Fundação Estadual de Proteção Ambiental Henrique Luís Roessler (FEPAM) é o órgão responsável pelo licenciamento ambiental do estado do Rio Grande do Sul. É vinculada à Secretaria Estadual do Meio Ambiente e foi instituída pela Lei 9.077 de 4 de junho de 1990 e implantada em 4 de dezembro de 1991.
O nome da fundação é uma homenagem a Henrique Luís Roessler, o ambientalista pioneiro no estado.